# Mekarwangi (Ibun)
Mekarwangi is een bestuurslaag in het regentschap Bandung van de provincie West-Java, Indonesië. Mekarwangi telt 6339 inwoners (volkstelling 2010).